# جنيفر تشارلز
جنيفر تشارلز (بالإنجليزية: Jennifer Charles)‏ هي ملحنة ومغنية مؤلفة وكاتبة غنائية ومغنية وموسيقية أمريكية، ولدت في 15 نوفمبر 1968.

## وصلات خارجية
- جنيفر تشارلز على موقع IMDb (الإنجليزية)
- جنيفر تشارلز على موقع ميوزك برينز (الإنجليزية)
- جنيفر تشارلز على موقع ديسكوغز (الإنجليزية)